# Flachdübel

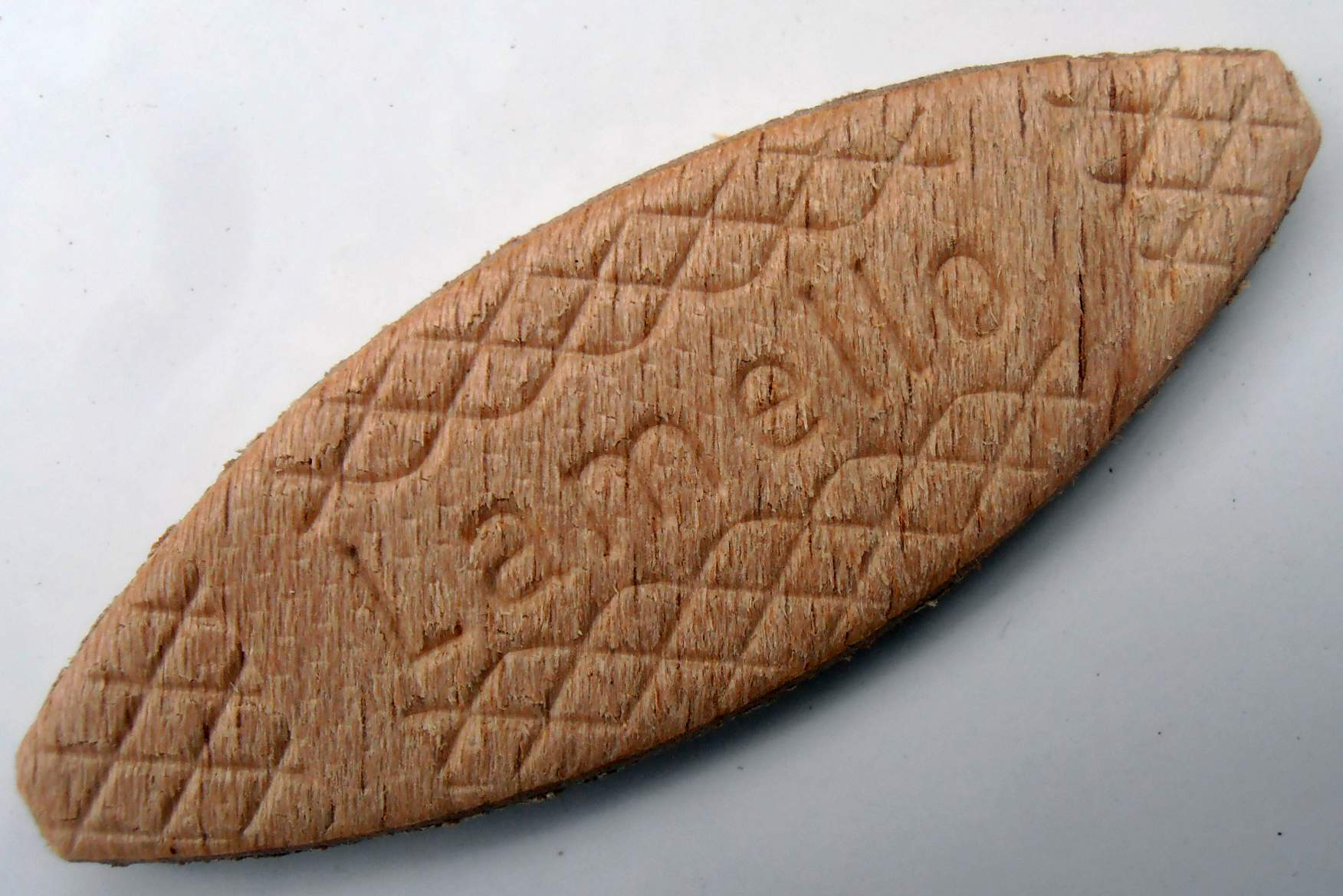
Flachdübel

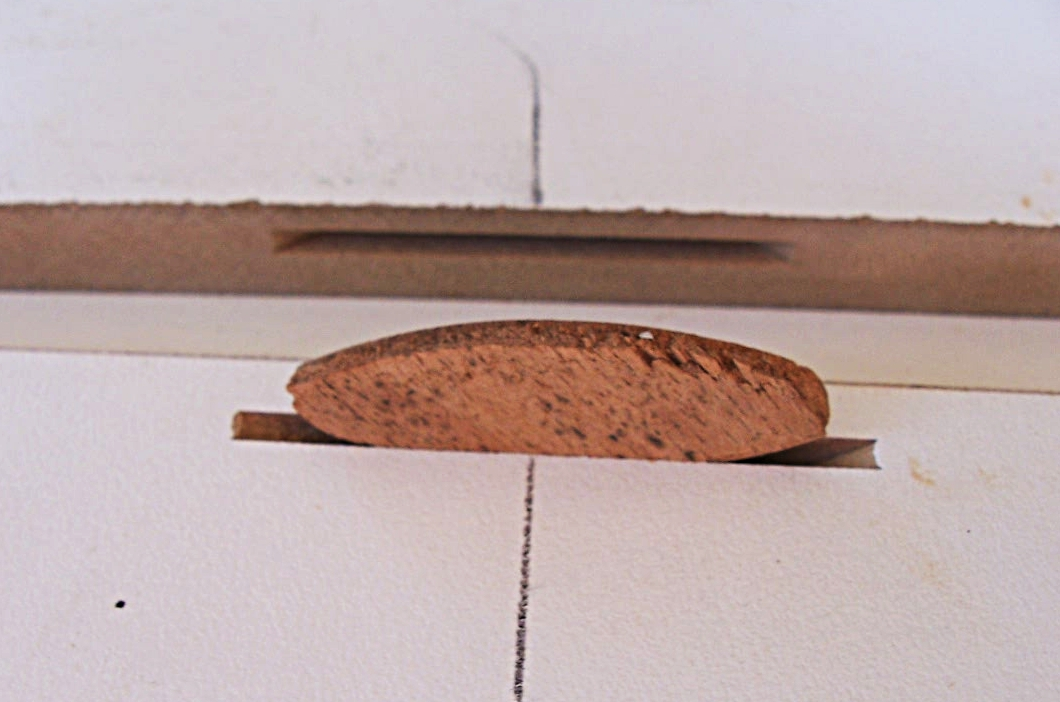
Formfeder mit passenden Nutfräsungen

Der Flachdübel, auch Formfeder, Holzverbindungsplättchen oder LFF [von „Lamellen-Formfeder“], ist ein etwa linsenförmiges Verbindungselement in der Holzverarbeitung. Im süddeutschen und österreichischen Sprachraum werden Flachdübel auch als „Fischerl“ bezeichnet, gängig ist überdies die Bezeichnung mit dem Markennamen „Lamello“.
Die meist aus Buchenholz gefertigten Flachdübel gibt es in mehreren Größen, sie haben eingepresste Rillen und gefaste Kanten. Sie eignen sich für alle Arten von Verbindungen in Massivholz und Holzwerkstoffen, im Besonderen bei Korpus- und Rahmeneckverbindungen, stumpf und auf Gehrung.

## Anwendung
Zur Herstellung der Verbindung werden mit einer Flachdübelfräse in jedes der zu verbindenden Bauteile kurze Nuten gefräst, in die die Flachdübel mit Holzleim eingeklebt werden. Durch die Leimangabe quellen sie auf und ergeben so eine sehr feste Verbindung. Die Verbindung ist in Nutrichtung geringfügig verschiebbar, was beim Pressen der Bauteile zu beachten und gegebenenfalls zu korrigieren ist.
Flachdübelverbindungen ermöglichen bei Einzelfertigung und geringen Stückzahlen eine rationelle Produktion. Verglichen mit einer Runddübel-Verbindung ist der Aufwand beim Anreißen und Rüsten geringer. Bei höheren Stückzahlen und Serien ist die Verwendung von Holzdübeln mit Einsatz von Dübelautomaten oder Bearbeitungszentren meistens wirtschaftlicher.

## Geschichte
Um die Mitte des 20. Jahrhunderts kam in der Schweiz die Spanplatte auf den Markt. Herman Steiner, Gründer der Lamello AG, suchte nach einer Möglichkeit, dieses neue Material problemlos zu verbinden, da Verbindungen mit durchgehender Nut schwache Kanten an den Spanplatten erbrachten.
1956 brachte Steiner den Flachdübel unter dem Markennamen Lamello auf den Markt, der seitdem in der professionellen und semiprofessionellen Holzbearbeitung weit verbreitet ist. Seit dem Auslaufen des Patentschutzes gibt es eine größere Vielfalt an Geräten, was dazu führte, dass Baumärkte günstige Fräsen in ihrem Sortiment führen und infolgedessen diese Holzverbindung bei Heimwerkern populär ist.

### Weiterentwicklung
Mittlerweile gibt es auch Flachdübel aus Kunststoff und Aluminium. Seit 2005 ist eine neue Generation von Flachdübeln auf dem Markt, die nicht mehr aus Massivholz, sondern aus einem Holzwerkstoff auf Faserbasis bestehen. Alternativ zu einer fest verleimten Flachdübelverbindung existieren inzwischen wiederlösbare Flachdübelverbindungen. Diese sind meist zweigeteilt. Einige Varianten sind formschlüssig und können ohne Werkzeug demontiert werden, andere benötigen einen Inbusschlüssel, der den Verriegelungszapfen wieder löst.